# Jerzy Siewierski

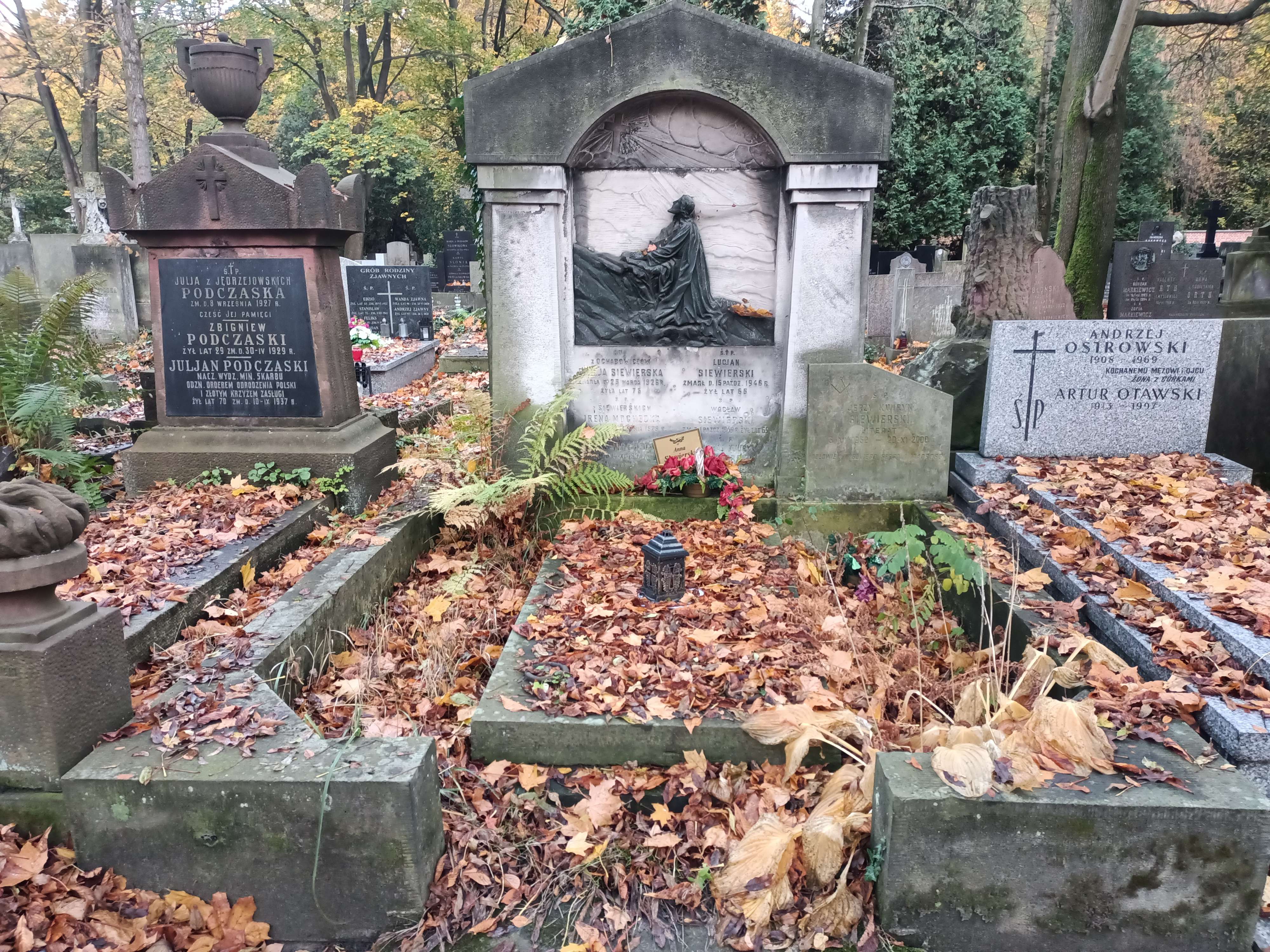
Grób Jerzego Siewierskiego na Cmentarzu Powązkowskim

Jerzy Kwiryn Siewierski (ur. 3 czerwca 1932 w Warszawie, zm. 20 listopada 2000 tamże) – polski pisarz, scenarzysta filmowy, wolnomularz.
W 1956 ukończył studia historyczne na Wydziale Historycznym Uniwersytetu Warszawskiego. W tymże roku wraz z Leszkiem Szymańskim, Romanem Śliwonikiem i grupą młodych, aspirujących literatów, założył pismo Współczesność, będąc autorem jego tytułu.
Wieloletni redaktor i krytyk literacki dwutygodnika Nowe Książki.  Znany przede wszystkim jako autor powieści kryminalnych (również pod pseudonimem George Quiryn) z dziedziny SF i horroru (powieści grozy) oraz popularnonaukowych opracowań dotyczących wolnomularstwa i polskiej tradycji ezoterycznej. Pierwszy w Polsce opracował monograficznie temat powieści kryminalnej jako gatunku literackiego i przystępnie podjął tematykę wolnomularstwa. Współautor scenariuszy filmowych (Brylanty pani Zuzy, Powrót wilczycy). Pochowany na cmentarzu Powązkowskim w Warszawie (kwatera 218-6-22/23).
Ojciec Wojciecha Kwiryna Siewierskiego, 
venture kapitalisty w Dolinie Krzemowej w Kalifornii..

## Twórczość
- Spadkobiercy pani Zuzy (1971) – powieść
- Nie zabija się świętego Mikołaja (1972) – powieść
- Zaproszenie do podróży (1972) – opowiadanie (w serii "Ewa wzywa 07...")
- Dziewczyna, z którą nikt nie tańczy (1974) – opowiadania
- Pięć razy morderstwo (1976) – opowiadania
- Zaufajcie Drakuli (1979) – powieść [jako George Quiryn]
- Powieść kryminalna (1979) – monografia
- Nalewka na wilczych jagodach (1980) – powieść
- Tam gdzie diabeł ma młode (1981) – powieść
- Jestem niewinny (1981) – powieść
- Opowieść o duchach i gorejącym sercu (1983) – opowiadanie (w serii "Ewa wzywa 07...")
- Barliet i nieżywa służąca, czyli morderstwo po francusku (1984) – opowiadanie
- Kabała panny Barlove, czyli morderstwo po angielsku (1984) – opowiadanie
- Sprowadź mi męża, Barlow, czyli morderstwo po amerykańsku (1985) – opowiadanie
- Umarli nie składają zeznań, czyli morderstwo po polsku (1985) – opowiadanie
- Zbrodnia w «Słonecznym Klubie», czyli morderstwo po szwedzku (1985) – opowiadanie
- Sześć barw grozy (1985) – opowiadania
- Panią naszą upiory udusiły (1987) – powieść
- Przeraźliwy chłód – powieść niesamowita (1990)
- Choć nas potępiają umysły zacięte... Opowieść o masonach, obyczajach i pięknej Kasieńce (1990) – powieść
- Dzieci wdowy, czyli opowieści masońskie (1992) – praca popularnohistoryczna
- Maska szatana (1992) – powieść
- Wolnomularstwo a Konstytucja Trzeciego Maja (1997) – szkic popularnohistoryczny
- Legenda o Hiramie z Tyru, synu wdowy – uczniu egipskich mędrców, budowniczym świątyni (1999) – opowieść
- Łysa Góra (1999) – poemat
- Upadły Anioł z Podola – opowieść o Tadeuszu Grabiance (2001) – powieść historyczna
- Ilustrowana historia masonerii (2002).

## Krytyka
Stanisław Barańczak, recenzując Zaufajcie Drakuli, zauważył m.in.: „Talent [literacki] jest akurat tą zaletą, której – tak się jakoś złożyło – George Quiryn nie posiada zupełnie”.